# Menhir von Dauborn
Der Menhir von Dauborn ist ein vorgeschichtlicher Menhir bei Dauborn, einem Ortsteil von Hünfelden im Landkreis Limburg-Weilburg in Hessen. Der vergrabene Stein wurde 1963 entdeckt und 1976 in der Nähe seines Fundorts wieder aufgerichtet.

## Lage
Der Stein wurde südlich von Dauborn auf dem Flurstück „Grauer Stein“ beim Pflügen entdeckt. Sein heutiger Standort liegt 750 m von hier entfernt, etwa auf halber Strecke zwischen Dauborn und Kirberg in einem kleinen Waldstück zwischen dem Leidenberg und dem Hainbach an einem Lehrpfad. 1,1 km südwestlich befindet sich der Menhir von Kirberg.

## Beschreibung
Der Menhir besteht aus Taunus-Quarzit, der in der näheren Umgebung nicht vorkommt; möglicherweise stammt das Material vom Mensfelder Kopf. Er ist kantig, gedrungen, weist zwei fast parallel zueinander liegende Langseiten auf und läuft nach oben spitz zu. Der Stein hat eine Gesamthöhe von etwa 140 cm und ragt 100 cm aus der Erde. Seine Breite beträgt 80 cm und seine Dicke 50 cm.
Nur 100 m westlich seiner Fundstelle wurden zahlreiche neolithische Keramikscherben der Linienbandkeramik, der Rössener Kultur und der Michelsberger Kultur entdeckt.